# Bernard Heuvelmans
Bernard Heuvelmans (Le Havre, 10 d'octubre de 1916 - Le Vésinet, 24 d'agost de 2001) va ser un zoòleg i escriptor franco-belga reconegut com el "pare de la criptozoologia". L'any 1955 va publicar el llibre Sur la Piste des Bêtes Ignorées, que sovint és considerat com un dels millors i més influents estudis criptozoològics.

## Biografia
Va néixer a Le Havre el 10 d'octubre de 1916, la seva mare era holandesa i el pare era belga i es trobava exiliat. Veien que tenia amor per a la història natural aviat, encuriosit per tota classe d'animals, especialment micos. A l'escola va xocar amb el professor jesuïta que estava interessat en l'evolució del jazz. El seu interès pels animals desconeguts va ser la seva primera afició de jove, com les seves lectures de ciència-ficció, com per exemple Jules Verne Vint mil llegües de viatge submarí i Sir Arthur Conan DoyleEl Món perdut. Ell mai va abandonar aquestes passions inicials.
Heuvelmans es formà la seva educació superior a la Universitat Lliure de Brussel·les. Mentre que a la universitat, guanyà el primer premi de petites bandes en un congrés internacional del jazz amateur.
Amb 23 anys, abans de la II Guerra Mundial, aconseguí el doctorat en ciències zoològiques. La seva tesi va ésser dedicada a la classificació de les dents fins ara inclassificables de l'oricterop, mamífer excavador Africà.
Heuvelmans dedicà aleshores els dos anys següents escrivint sobre la història de la ciència, treballs científics nombrosos que publicava normalment en el butlletí del reial Museu d'història natural de Bèlgica. Els seus interessos continuaren estenent-se més enllà del domini zoològic. Capturat pels alemanys després que el cridessin per al servei militar de Bèlgica, escapà quatre cops abans de retirar-se a la vida del jazz professional, com a cantant, i com a escriptor científic. Es va veure com a humanista en el sentit més ampli, i publicà dos treballs després de la guerra: L'homme parmi les étoiles (1944) (llibre que inspirà a Hergé en la creació de Tintín) i L'Homme au creux de l'atome (1943). Els alemanys, durant la guerra, l'arrestaren a causa que els ofengué amb els seus escrits, i després l'arrestaren els belgues, ja que escrivia «massa sobre ells».
Residint a París, a Le Vésinent des de 1947, Heuvelmans esdevingué un comediant, un músic de jazz (De la bamboula au be-bop, 1949) i escriptor (Le secret des parques en tres volums, La continuation de la vie, La suppression de la mort, i Le rajeunissement, 1951-1952) 
Quan Heuvelmans llegí el 3 de gener de 1948 Saturday Evening Posts: «podrien haver estat els dinosaures», en el qual el biòleg Ivan T. Sanderson discutí l'evidència dels dinosaures; Heuvelmans decidí perseguir les seves passions ocultes i localitzar l'interès en els animals desconeguts d'una manera sistemàtica. Així que començà a traduir nombrosos treballs científics, entre els quals es trobava El món secret dels animals del Dr. Maurice Burton, que va ser publicat en 7 volums sota el títol d'Enciclopèdia del regne animal.
Heuvelmans començà a recol·lectar material sobre animals que han restat sense descobrir-se. Després de cinc anys, va acumular tant material que escrigué un llibre gran, que resultà ésser Sur la piste des bêtes ignorées (Rere la pista dels animals desconeguts), 1955. Quasi cinc dècades més tard, el llibre havia venut més d'un milió de còpies en diverses traduccions i edicions.
Començà la seva carrera com a crític, ja que la seva investigació es basava en un rigorós mètode i amb fons sòlid en zoologia, dels quals resultats són respectats per tota la comunitat científica. Aviat Heuvelmans rebé massives correspondències i va poder continuar investigant.
Quan escrigué a Cryptozoology el 1984, digué: «Vaig intentar escriure sobre les regles de la documentació científica». Degut a la seva naturalesa poc ortodoxa dels seus interessos, això no obstant, no tenia cap patrocinador institucional i hagué de recolzar-se amb la seva escriptura. «Aquest és el perquè, escrigué, he tingut sempre de fer els meus llibres fascinants per a possibles grans audiències»
Heuvelmans i el seu llibre influenciaren a l'investigador Tom Slick Sanderson, igual que aquest influencià Heuvelmans alternament.
En Sur la piste des bêtes ignorées, tractà només els animals terrestres, en canvi en el segon Le Grand Serpent-de-Mer (1968), va abordar els temes de la Gran serp marina i el calamar gegant, reconeguts però amb cert mode enigmàtic.
El 1968, Heuvelmans examinà el que representava un cadàver congelat d'un hominoide pelut, i a conseqüència d'això escrigué L'homme de Neanderthal est toujours vivant (juntament amb Boris Porshney, 1974). Escrigué altres llibres com Les Derniers Grands Dragons d'Afrique (1978) i Les Bêtes Ignorées d'Afrique (1980).
El Centre de Criptozoologia de Heuvelmans, va ésser establert el 1975, a Le Bugue, però als anys 90 fou traslladat a Le Vésinet, més proper a París. Consistia en la seva extensa biblioteca privada i els seus arxius massius i els seus expedients originals atresorats. Heuvelmans va ésser elegit president en la Societat Internacional de Criptozoologia quan va ésser fundada a Washington D. C. el 1982. Va ostentar aquest càrrec fins a la seva mort.
Els honors merescuts durant dècades augmentaren cada cop més, com quan per exemple el 1990 el nombraren membre honorari de l'associació de Criptozoologia de Rússia. El 1984, una entrevista de Heuvelmans expressà el seu desig d'escriure una enciclopèdia de criptozoologia de 20 volums, però degut a la mort del traductor i d'altres problemes de l'editor, cap volum va aparèixer abans de la mort de Heuvelmans.
Sense que li pesessin els anys, Heuvelmans viatjà a la vora del Llac Ness, a les selves de Malàisia, a Àfrica i a Indonèsia, per a reunir tots els testimonis a partir d'entrevistes i examinant les proves dels críptids. Va produir alguns articles, i infreqüentment entrevistes a les notícies.
La salut de Heuvelmans començà a decaure cap a mitjans dels anys 90 quan encara ell continuava treballant per a acabar la seva enciclopèdia. El 1999 va donar els seus arxius extensos en criptozoologia al Musée Cantonal de Zoologie de Lausanne, a Suïssa, seguint una promesa que va fer 1987. Bernard Heuvelmans va morir el 24 d'agost de 2001 a l'edat de 84 anys.
| «               | En la seva etapa de decadència, la seva ment s'omplí de preocupacions referent a que ningú acreditaria el seu treball. No s'havia de preocupar. Heuvelmans ho digué simplement perquè desitjava ésser recordat com «el pare de la criptozoologia». | » |
| — Loren Coleman | |   |

## Obres de Heuvelmans
- 1944 : L'Homme parmi les étoiles.
- 1945 : L'Homme au creux de l'atome.
- 1951 : De la bamboula au be-bop.
- 1951 : Le Secret des parques, la prolongation de la vie.
- 1951 : Le Secret des parques, la suppression de la mort.
- 1952 : Le Secret des parques, le rajeunissement.
- 1955 : Sur la piste des bêtes ignorées.
- 1958 : Dans le sillage des monstres marins.
- 1965 : Le Grand Serpent de mer.
- 1968 : Histoires et légendes de la mer misterieuse
- 1974 : L'Homme de Néanderthal est toujours vivant (avec Boris Porchnev).
- 1978 : Les Derniers Grands Dragons d'Afrique.
- 1980 : Les Bêtes humaines d'Afrique.
- 2007 : Les Félins encore inconnus d'Afrique.